# Благовєщенський тролейбус
Благовєщенський тролейбус (рос. Благовещенский троллейбус) — ліквідована тролейбусна система Росії що діяла в місті Благовєщенськ, Амурської області з 22 серпня 1979 по 8 липня 2016 року. Після ліквідації мережі весь громадський транспорт міста представлений лише дизельними автобусами малого та середнього класу.

## Історія
Перші тролейбуси на вулицях міста з'явилися 22 серпня 1979 року, у наступні роки система повільно розширювалася. У 1984 році запрацював 2 маршрут, а у 1989 році запрацювала лінія до міської лікарні. Останнє суттєве розширення мережі відбулося на початку 2000-х років, коли були відкриті лінії до Амурського державного університету та обласної лікарні. У наступні роки міською владою неодноразово приймалися програми розвитку електротранспорту міста, але всі вони залишилися на папері. Останніми роками перед закриттям, пасажиропотік електротранспорту суттєво впав. Сталося це через величезну конкуренцію з боку приватних маршруток. Зменшення пасажиропотоку призвело до накопичення боргів тролейбусним управлінням, що унеможливлювало не те що розвиток, а і стабільну роботу системи. У 2015 році була введена навіть обідня перерва, коли тролейбуси не курсували містом з 11:00 до 15:00. На початку липня 2016 року почалася реконструкція однієї з вулиць міста по якій курсував тролейбус, для чого як запевняла місцева влада потрібно тимчасово припинити рух тролейбусів . Але по закінченню ремонту рух, тролейбусів так і не було відновлено. Тролейбусна мережа на більшості вулиць провисіла ще декілька років, що давало містянам надію на відновлення руху. Але на звернення містян, міський голова відповів що не варто дивитися в минуле де місце цьому застарілому виду транспорту, а варто чекати електробусного майбутнього. Але конкретних дат появи в місті новомодних електробусів не назвав.

## Рухомий склад
На момент закриття, на балансі єдиного в місті тролейбусного депо розрахованого на 50 машин, знаходилося 16 одиниць рухомого складу різних моделей. Основу парку становили тролейбуси БТЗ-5276 різних модифікацій — Башкирського тролейбусного заводу та ВМЗ-170, ВМЗ-5298 — Вологодського механичного заводу.

## Галерея

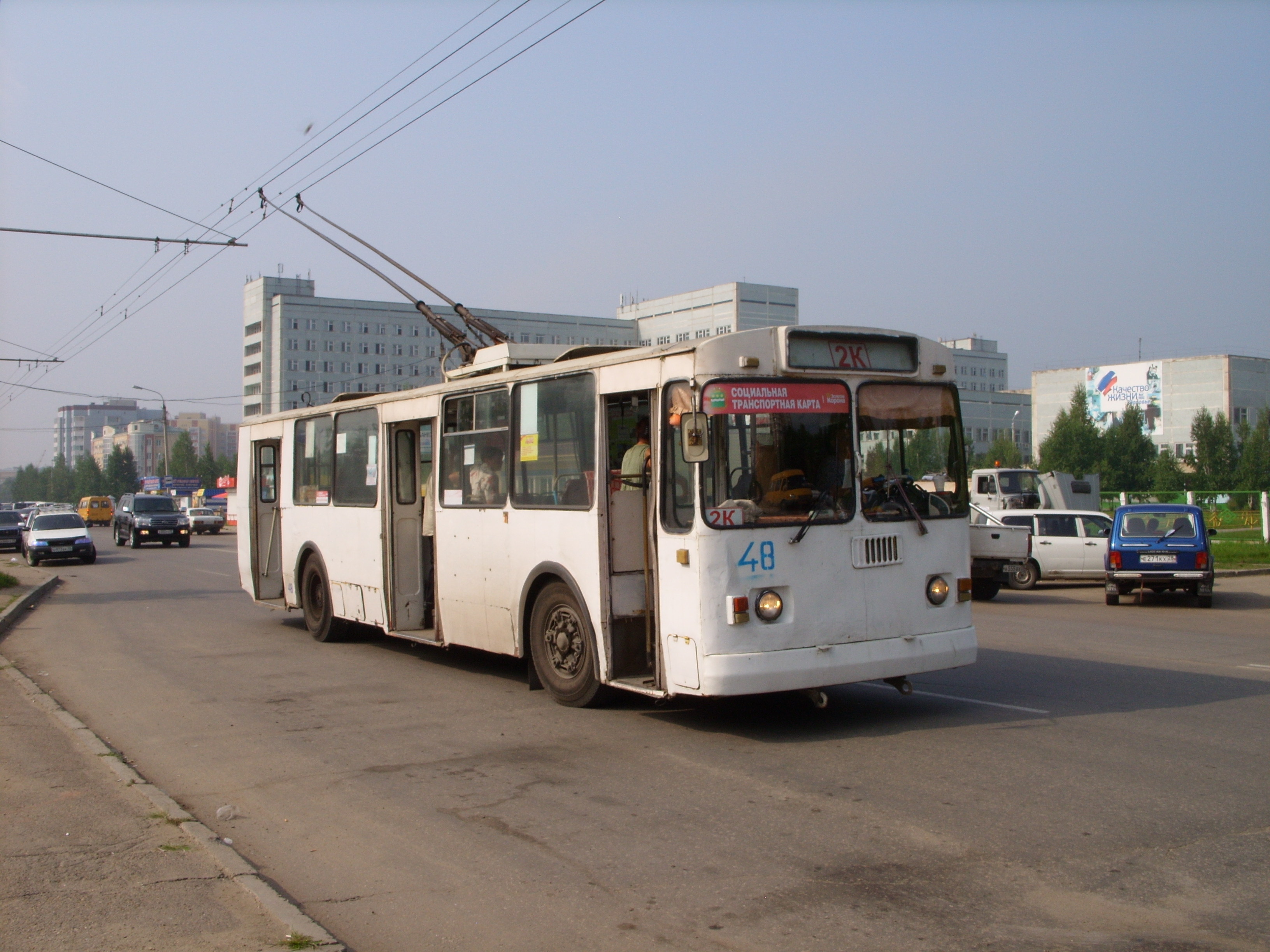
Тролейбус №48 їде (2011 рік)
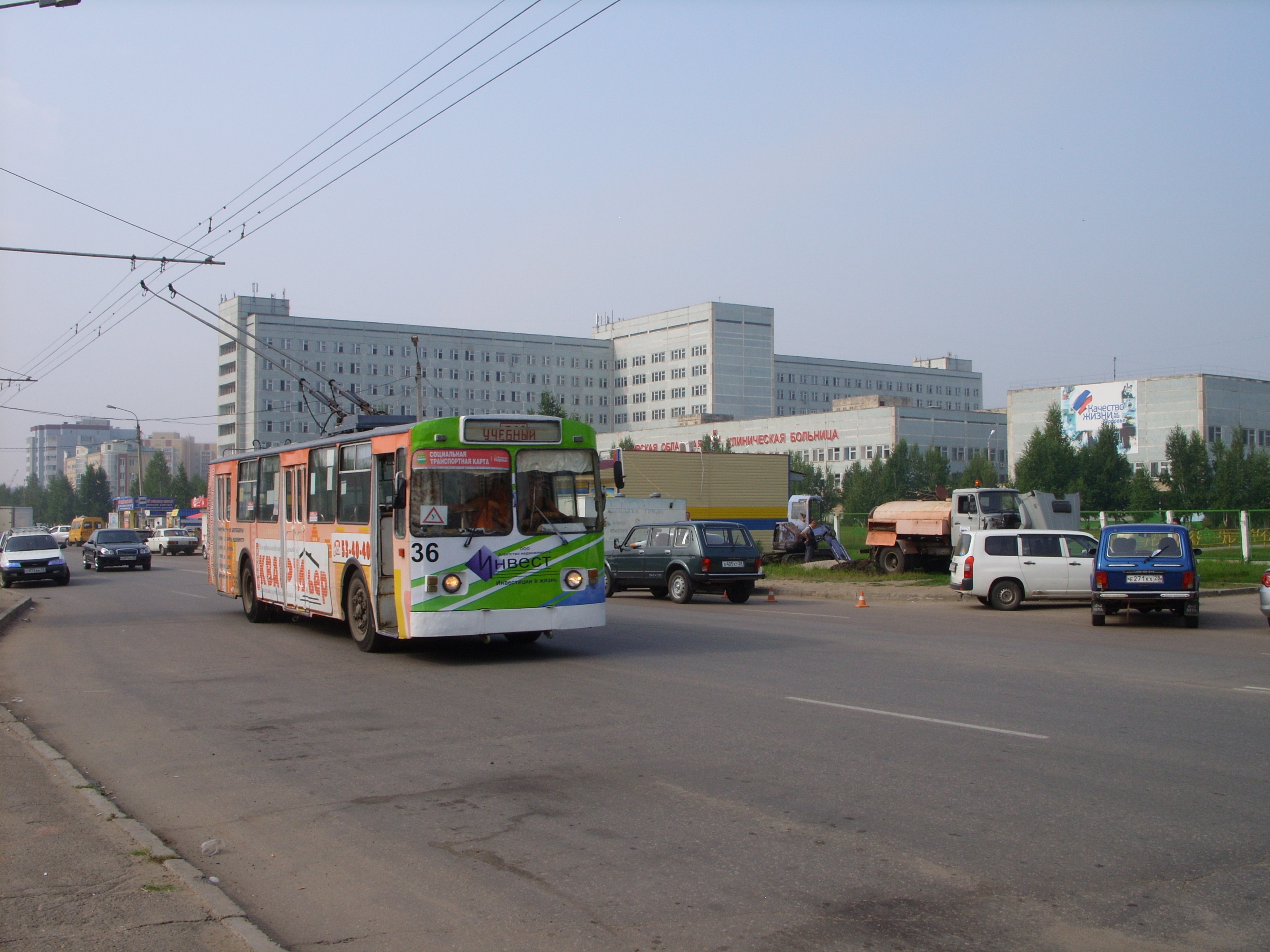
Тролейбус №36 їде (2011 рік)
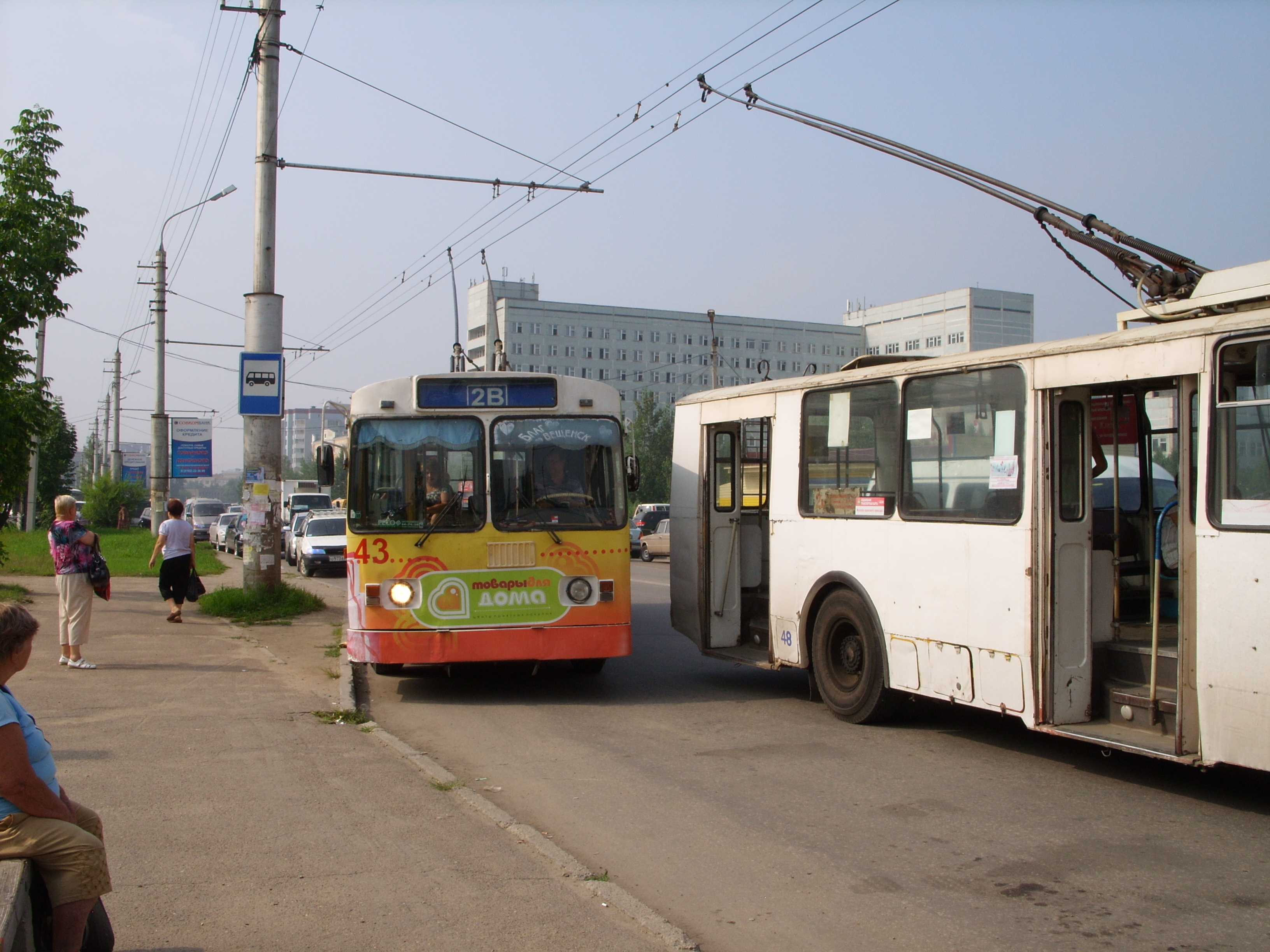
Тролейбуси на одній із зупинок (2011 рік)
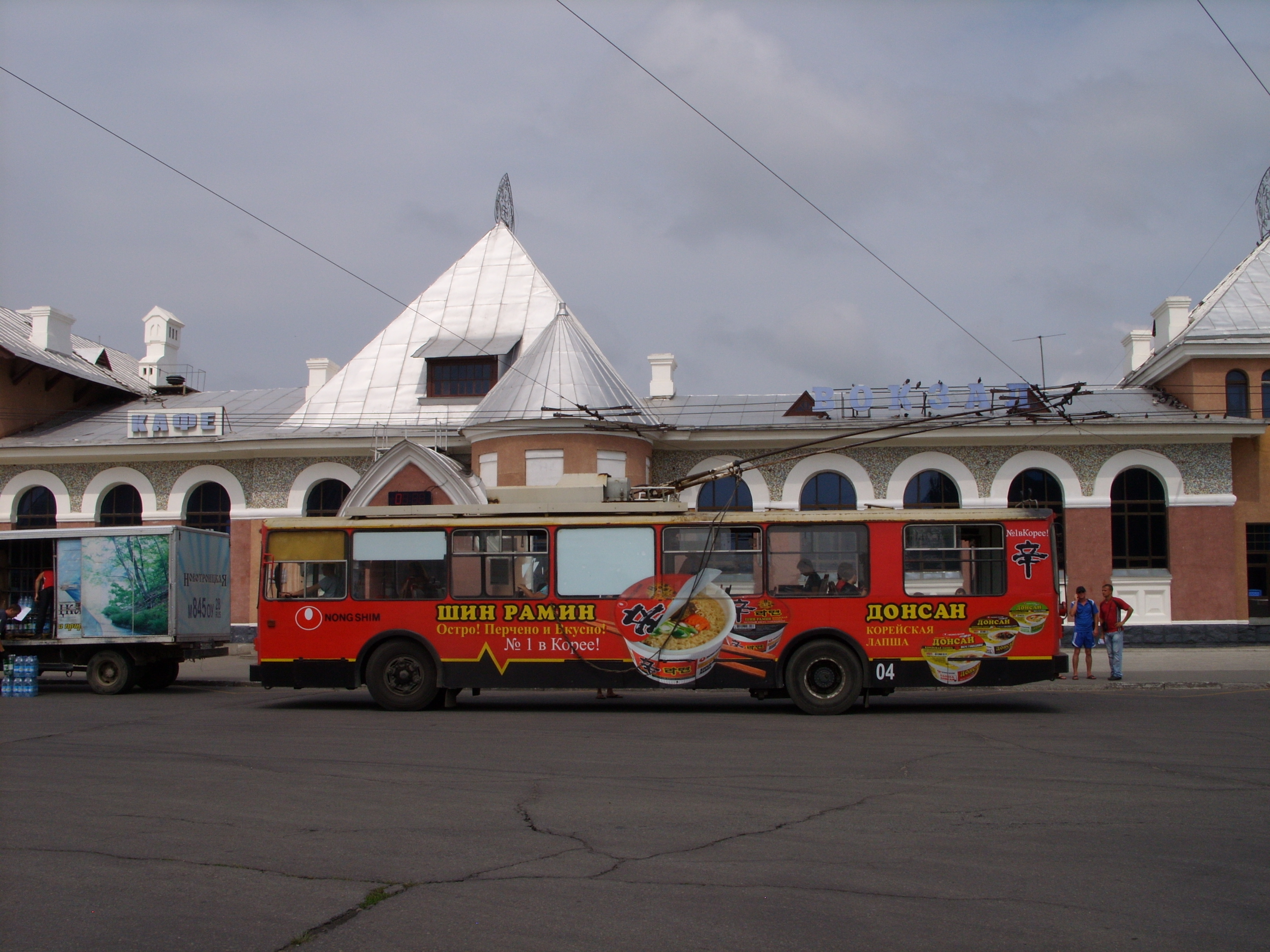
Тролейбус біля вокзалу (2011 рік)
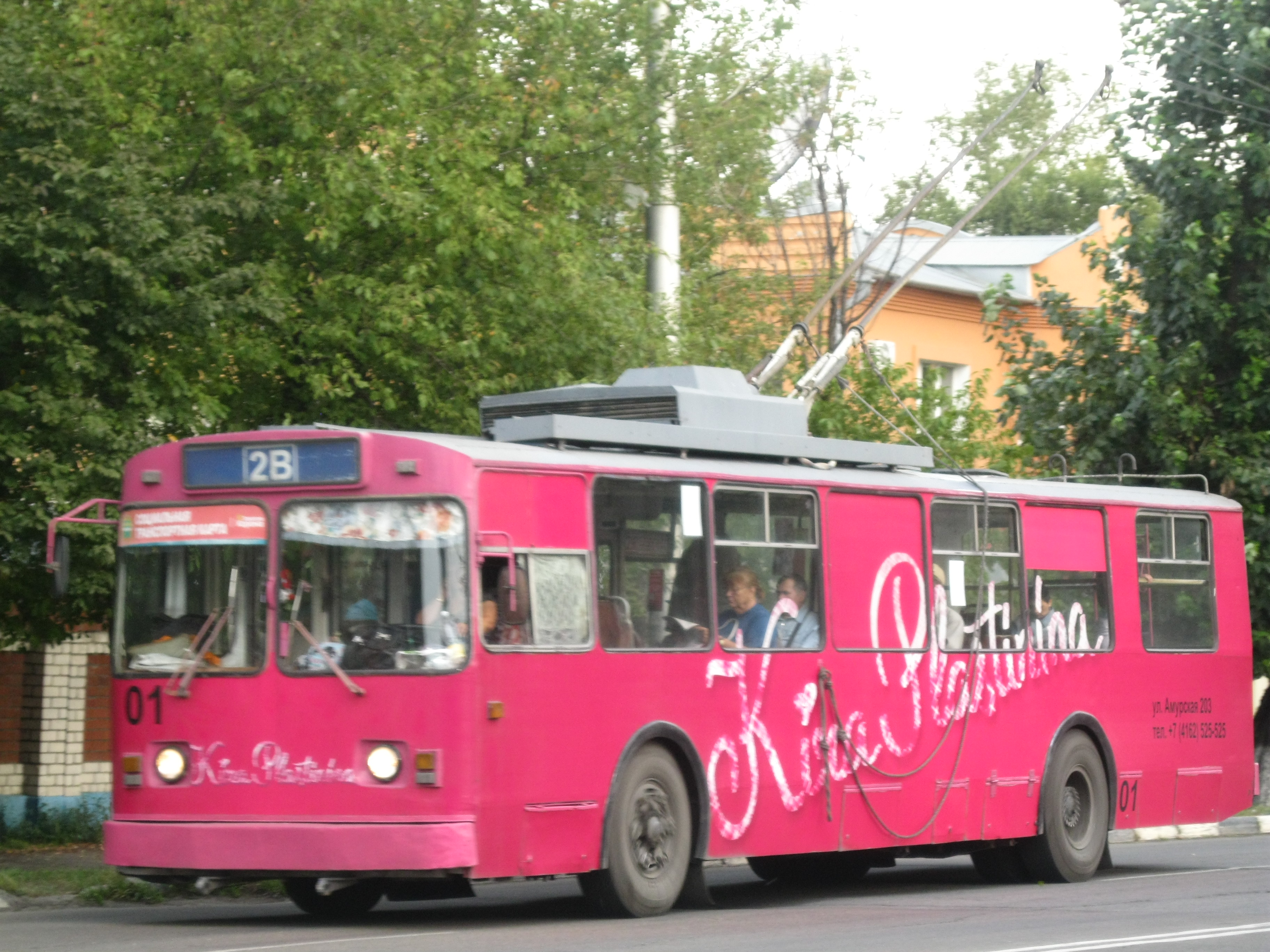
Тролейбус на маршруті 2В (2012 рік)
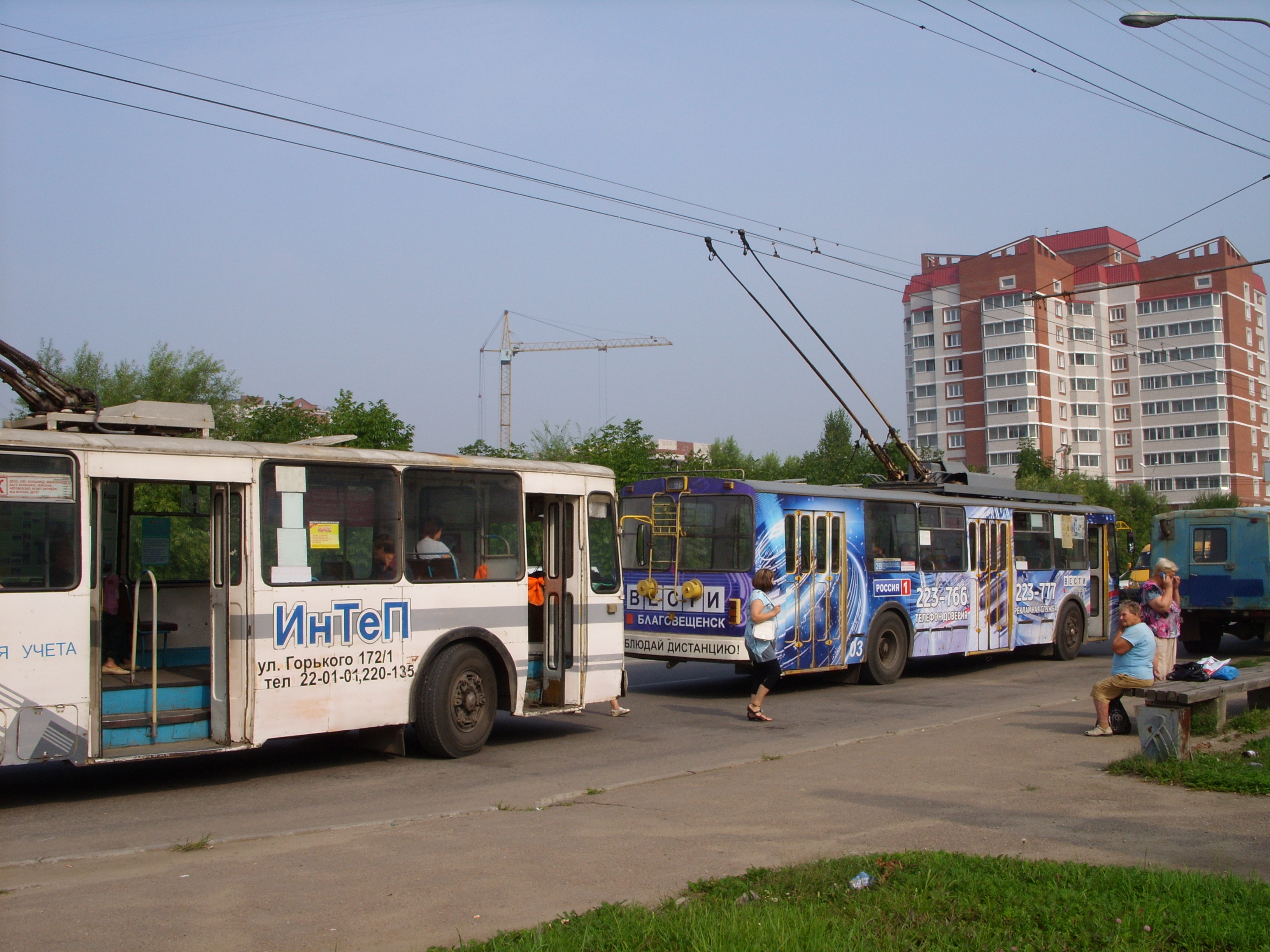
Тролейбуси на зупинці (2011 рік)